# Historia de la electroquímica
La Historia de la electroquímica, como una rama de la fisicoquímica atravesó por diversos cambios hasta su evolución desde los primeros magnetos en los siglos XVI y XVII, a teorías más desarrolladas involucrando las cargas eléctricas, conductividad y modelamiento matemático en el siglo XIX donde el fenómeno de electroquímica por sí mismo se entendió mejor. En décadas recientes la electroquímica se ha convertido en un área de continua investigación, incluyendo baterías generadas por luz solar, métodos de pasivación y protección de metales, así como técnicas biológicas tan sofisticadas como la electroforésis.

## Nacimiento en el Renacimiento
Es muy difícil conocer el nacimiento de la electroquímica, pues existen evidencias que indican, la existencia de baterías y acumuladores de energía eléctrica, desde la antigüedad. Estudios realizados en los años 1930 demostraron la existencia de baterías en el imperio Parto, que probablemente fueron empleadas para la electrodeposición o galvanizado de piezas metálicas. Sin embargo, no consta que las personas que utilizaban estos objetos que datan del siglo III d. C. conocidos como las baterías de Bagdad jamás empleasen razonamientos científicos o teorías que pudieran explicar o entender el fenómeno que aprovechaban para sus fines, por lo que no se puede hablar de electroquímica.
Los antecedentes más importantes en el desarrollo de la teoría eléctrica comenzaron en el siglo XVI, con los trabajos del científico inglés William Gilbert, quien empleó 17 años en experimentar con el magnetismo y la electricidad. Dado a su trabajo con el magnetismo, Gilbert llegó a conocerse como el "Padre del magnetismo". Gilbert llegó a descubrir varios métodos para producir imanes y hacerlos más potentes.

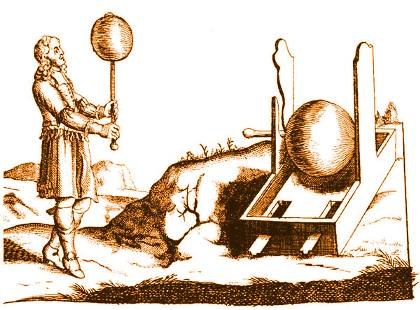
El físico alemán Otto von Guericke al lado de su generador eléctrico, mientras realizaba un experimento.

En 1663, el físico alemán Otto von Guericke creó el primer generador eléctrico, que producía electricidad estática generando fricción en la máquina. Este generador empleó una esfera de azufre encapsulada concéntricamente en otra esfera de vidrio, montada a su vez en un eje. La esfera era rotada empleando una palanca para producir electricidad estática en forma de chispa, donde una superficie de caucho o goma, tocaba la esfera al ser rotada. 
Para mediados de 1700, el químico francés Charles François de Cisternay du Fay anunció que la electricidad consistía de dos fluidos: uno vitreoso (del latín para decir vidrio), o positivo, y uno resinoso, para expresar negativo. Esta teoría de ambos fluidos para la electricidad, se opuso a la propuesta por Benjamin Franklin (teoría de un solo fluido). 
Con la introducción de las ideas de Charles-Augustin de Coulomb sobre la atracción electrostática en 1781 y los estudios de Joseph Priestley en Inglaterra, se logró pavimentar el camino para el nacimiento científico de la electroquímica.
En el ambiente convulsionado de la Ilustración de finales del siglo XVIII, el anatomista y médico italiano Luigi Galvani marcó el nacimiento de la electroquímica de forma científica al descubrir el fenómeno que ocurría, al pasar electricidad por las ancas de rana y nuevamente al tocar ambos extremos de los nervios empleando el mismo escalpelo descargado. Dichas observaciones las publicó en su ensayo "De Viribus Electricitatis in Motu Musculari Commentarius" (del Latín por, Comentario acerca del efecto de la electricidad en el movimiento muscular). Es de esta forma que en 1791 propuso la existencia de una sustancia "nervio-eléctrica" existente en toda forma de vida.
Galvani pensó que esta nueva fuerza vital, era una nueva forma de generación de electricidad natural, además de las ya conocidas por el hombre como la existente en los truenos y relámpagos o en algunos animales como la anguila eléctrica o las rayas eléctricas.
Los colegas de Galvani aceptaban con beneplácito sus ideas. Sin embargo un contemporáneo y compatriota, Alessandro Volta rechazó rotundamente la idea de un fluido animal que pudiera generar electricidad. Volta adujo que las ancas de rana respondieron a la motilidad debido a las diferencias propias del revenido metálico del escalpelo que usó Galvani, además de la composición y rosor. Galvani refutó las críticas de Volta obteniendo la misma acción muscular con dos piezas del mismo material.

## Avances en la revolución industrial

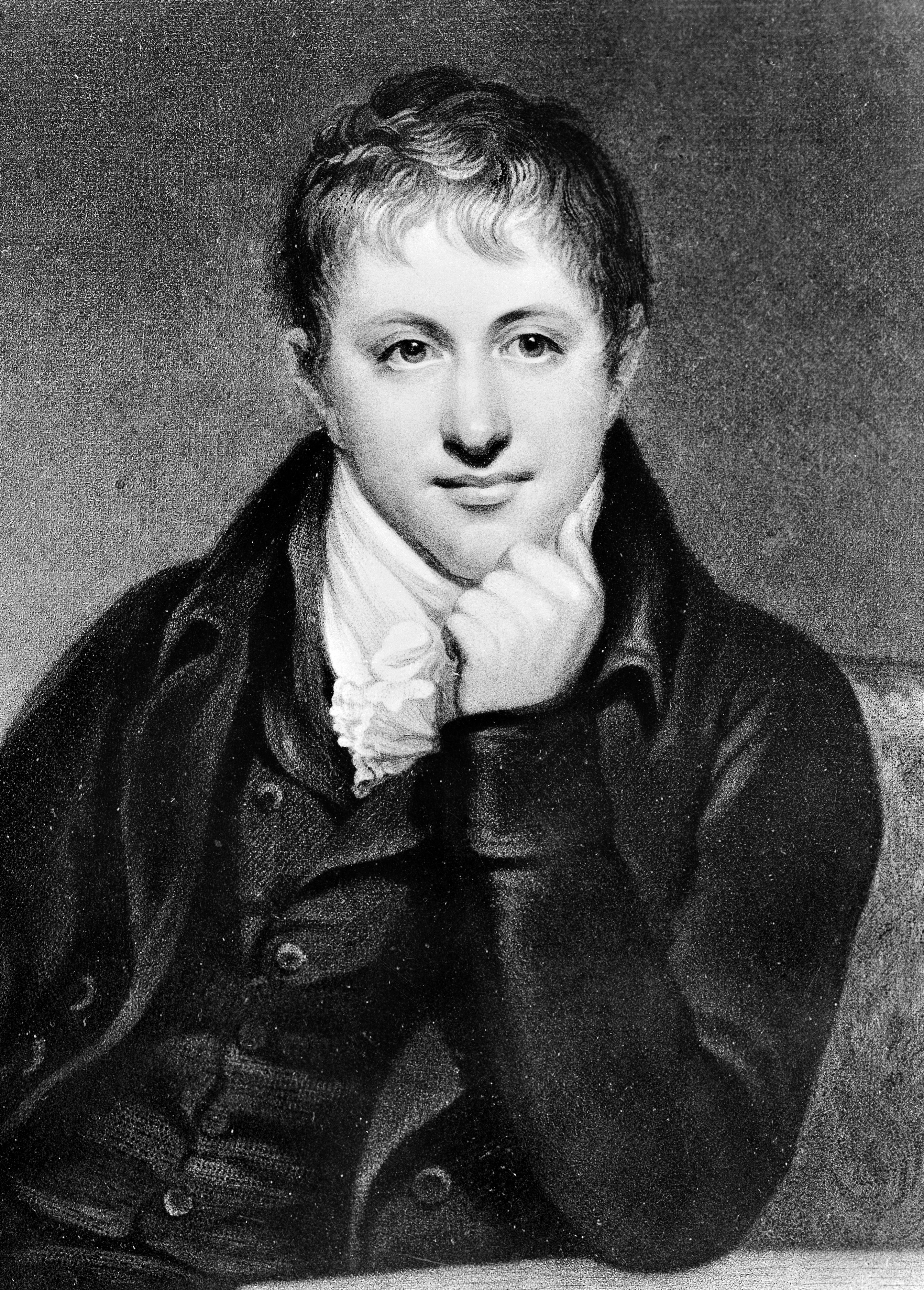
Retrato de Humphry Davy en 1800.

En 1800, los químicos ingleses William Nicholson y Johann Wilhelm Ritter lograron tener éxito en lograr descomponer el agua en hidrógeno y oxígeno mediante la electrólisis. No mucho después, Ritter descubrió el proceso de la galvanoplastia. 
Ritter observó que la cantidad de metal depositado e hidrógeno producido durante el proceso electrolítico depende de la distancia entre los electrodos. Para 1801, Ritter observó que el fenómeno de la termoelectricidad y anticipó el camino para el descubrimiento del fenómeno por Thomas Johann Seebeck.
Los experimentos continuaron por el resto de las primeras décadas de inicios del siglo XIX. En 1810, William Hyde Wollaston logró mejorar la pila de Volta.
El trabajo de Humphry Davy con la electrólisis logró establecer en esa misma década que la producción de electricidad en celdas electroquímicas resultaba de la reacción química en combinación con sustancias de cargas opuestas. Este trabajo le permitió aislar el sodio y potasio a partir de sus sales como la halita y la silvita y otros compuestos de metales alcalinotérreos.
Los avances en el campo del electromagnetismo no se hicieron esperar y para 1820 Hans Christian Ørsted descubrió el efecto del electromagnetismo de la corriente que fue reconocido como uno de los avances más importantes en el ámbito de la electricidad en su época. Más tarde André-Marie Ampère repitió el experimento de Ørsted y logró formularlo matemáticamente.
Casi al finalizar la década se sumaron más científicos que lograron desarrollar diversos aportes a la teoría de la electricidad como apoyo matemático para la electroquímica, entre ellos Georg Ohm y la ley que lleva su nombre en 1827.
Esto logró concretar la base para que en 1832 Michael Faraday pudiera reproducir los experimentos de Nicholson, Ritter, Davy y Seebeck y pudiera establecer las dos leyes más importantes de la electrólisis (véase ley de Faraday). En 1836 John Daniell inventó la primera celda electroquímica en la que no se hacía necesaria la intervención del hidrógeno (tal como sucedía en la batería de Volta por emplear HCl), lo cual dio como resultado el nacimiento de la batería de zinc y cobre.
Las celdas de combustible también vieron la luz en esta misma época, cuando William Grove produjo la primera en 1839. 
El desarrollo más importante en electroquímica sucedió casi 30 años después cuando en 1866 Georges Leclanché patentó una pila que empleaba carbón y era menos voluminosa que sus predecesoras. Su invención se convirtió en el antecedente para el nacimiento de la pila más usada en la historia, la pila de zinc-carbono.
En 1886, Paul Héroult y Charles M. Hall lograron desarrollar un método muy importante para obtener aluminio metálico empleando los métodos usados por Michael Faraday, proceso que se usa en la actualidad para obtener el aluminio de la bauxita o del corindón (véase proceso Hall-Héroult).
Al finalizar el siglo XIX, científicos prominentes lograron establecer nuevas teorías gracias a los aportes de la electroquímica. Svante August Arrhenius enunció su ley de disociación electrolítica mediante una técnica de conductividad, publicada en 1884 como Recherches sur la conductibilité galvanique des électrolytes (Investigaciones de la conductividad galvánica en los electrolitos). Esta investigación demostró que los electrolitos disueltos en agua se disocian en especies eléctricamente diferentes y migran a cada electrodo. Más tarde, en 1894, Friedrich Ostwald concluyó lo mismo en la disociación de ácidos orgánicos. 
Walther Hermann Nernst desarrolló la teoría de la fuerza electromotriz, o fem, de las celdas voltaicas en 1888. Un año después, al analizar la implicación de la energía libre en el proceso, logró establecer lo que hoy día se conoce como la ecuación de Nernst.

## Siglo XX y avances en la actualidad
El siglo XX vio el nacimiento de la Sociedad Electroquímica, en 1902. Una de las contribuciones más importantes de la electroquímica ocurrió en 1909, cuando sirvió de base para que Robert Andrews Millikan lograra determinar la carga eléctrica del electrón mediante el famoso experimento de la gota de Millikan.
En 1923 Johannes Nicolaus Brønsted y Thomas Martin Lowry publicaron la teoría de ácidos y bases empleando celdas electroquímicas, al mismo estilo que Arrhenius en el siglo anterior.
El campo biológico y médico registró avances en 1937, cuando Arne Tiselius desarrolló el primer aparato sofisticado de electroforesis. Años más tarde, en 1948, recibiría el Premio Nobel de Química por su trabajo en electroforesis de proteínas.
En 1949 se fundó la Sociedad internacional de electroquímica. Entre 1960 y 1970 se desarrolló una nueva subdisciplina de la química cuántica al crearse la electroquímica cuántica, desarrollada por Revaz Dogonadze y sus estudiantes en Yugoslavia. Más tarde esta disciplina sería más conocida por los trabajos de Rudolph A. Marcus en EE. UU., en 1990.